# Gabriel Morales y Mendigutía
Gabriel Morales y Mendigutía (Sancti Spiritus, 12 de diciembre de 1866 - Annual, 22 de julio de 1921) fue un militar, arabista, académico e historiador español, que tuvo una destacada actuación en el protectorado español de Marruecos, donde fue jefe de la Subinspección de tropas y Asuntos Indígenas y de la Policía Indígena. Murió durante la retirada en el Desastre de Annual.

## Biografía

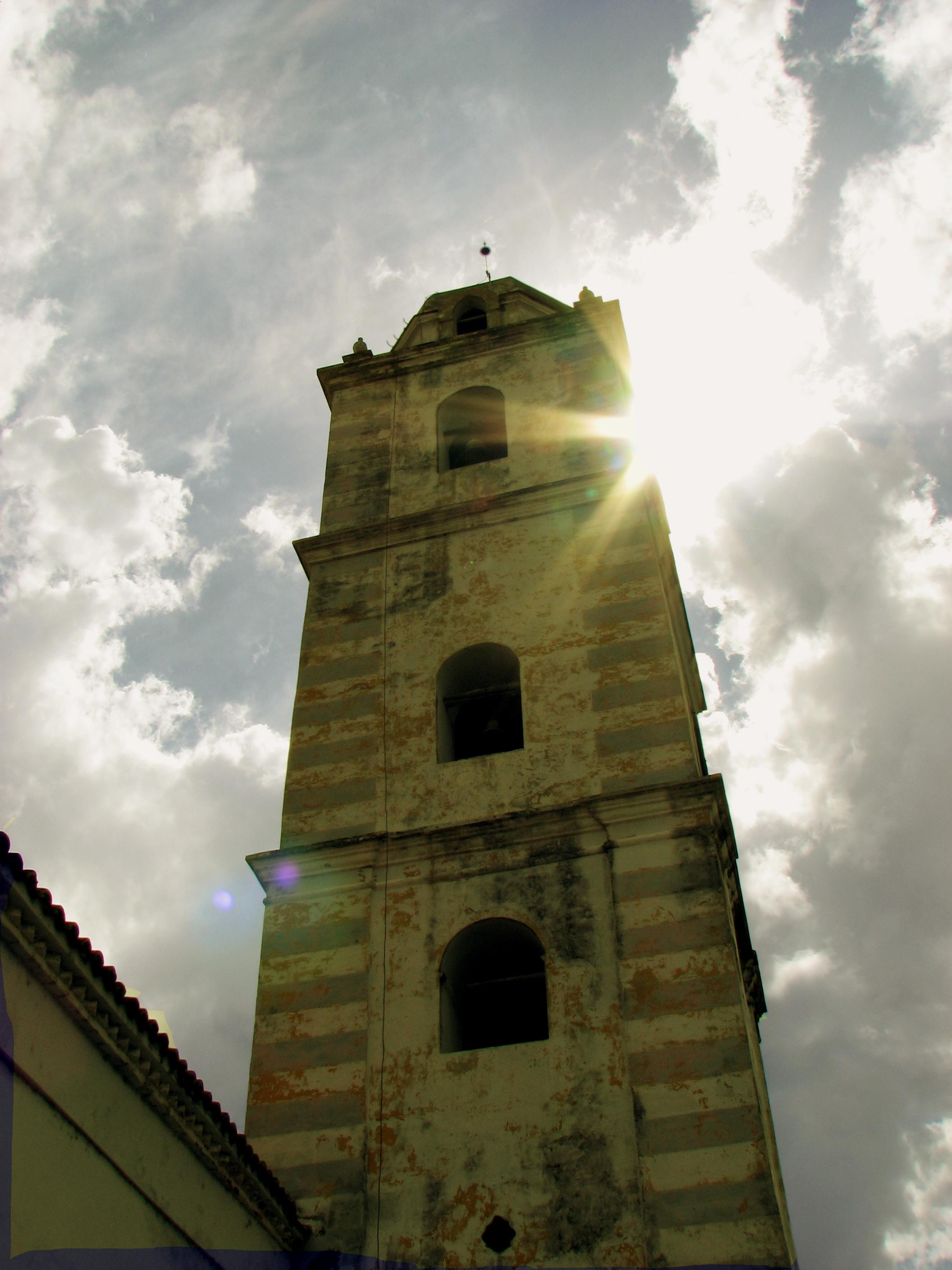
Campanario de la iglesia parroquial mayor del Espíritu Santo donde fue bautizado

Sus padres eran el coronel de Infantería José Morales y Montero de Espinosa y Ana Mendigutía Navarro. Participó en la guerra de Cuba y posteriormente llegó a la península desempeñando desde 1899 su carrera militar en África.
Por su actuación en el Barranco del Lobo, el 27 de julio de 1909 fue ascendido a teniente coronel por méritos de guerra.
Aunque desconfiaba de la toma de Annual, apoyó la propuesta de Fidel Dávila Arrondo de enlazar con Sidi Dris, actuación desechada por el general Fernández Silvestre, y que tuvo como consecuencia del Desastre de Annual.

## Policía indígena
Compuesta por 15 mías (3 rebás de infantería y 1 de caballería) de unos 110 hombres cada una. El 1 de julio de 1921 tenía 3.179 hombres de fuerza en revista (todos rifeños menos los oficiales), al mando del coronel D. Gabriel Morales Mendigutía.

## Intelectual
Apasionado de la cultura árabe, dominaba el árabe y el chelja, idioma bereber hablado por los rifeños. Estas dotes le permitieron tanto negociar como dirigir tropas indígenas, llegando a dirigir la política española para con los nativos.
Su cadáver fue entregado por Abdelkrim a la tripulación del cañonero Lauria sin que mediara rescate, lo que fue una excepción y demuestra el sincero aprecio que sentía Abdelkrim por su antiguo jefe de la Oficina indígena y actualmente sus restos mortales se encuentran en el Panteón de los Héroes del cementerio municipal de la Purísima Concepción de Melilla  (España).
Miembro de la Real Academia de la Historia desde 1918.
Autor de las siguientes obras:
- Estudios hispano-marroquíes: la Embajada de Don Francisco Salinas y Moñino y el arreglo de 1785, Boletín de la Real Academia de la Historia, Tomo 62 (1913).[3]
- Datos para la Historia de Melilla (1497-1909).  ISBN 8487291252.
- Efemérides de la Historia de Melilla (1497-1913) ISBN 8487291244.
- Efemérides y Curiosidades. Melilla, Peñón y Alhucemas. Melilla, 1921.